# Adelfogàmia
L'adelfogàmia és una forma de relació sexual entre eucariotes germans, per exemple en algunes espècies de fongs, plantes amb flor o formigues, o en els humans. En sociologia, l'adelfogàmia també es pot referir a la poliàndria fraternal.